# Armand Thirard
Armand Thirard (Mantes-la-Jolie, 25 oktober 1899 - Colombes, 12 november 1973) was een Frans cameraman.

## Leven en werk
Aan het begin van zijn carrière werkte Thirard heel dikwijls samen met Julien Duvivier die eveneens aan het begin stond van wat een succesrijke filmloopbaan werd. Hij fungeerde eerst als assistent-operateur, vanaf 1929 werd hij cameraregisseur. 
Aan het begin van de jaren veertig startte Thirard een andere vruchtbare samenwerking op: hij werd de director of photography van zeven films van Henri-Georges Clouzot. 
Tijdens zijn ruim 40-jarige carrière verleende hij herhaaldelijk zijn samenwerking aan heel wat andere gevestigde cineasten zoals Maurice Tourneur, Marcel L'Herbier, René Clair, Anatole Litvak, Christian-Jaque, Marc Allégret, André Cayatte, Roger Vadim en Henri Verneuil. 
Thirard overleed in 1973 op 74-jarige leeftijd.       

## Filmografie (ruime selectie)
- 1926 - L'Homme à l'Hispano (Julien Duvivier)
- 1927 - Le Mystère de la tour Eiffel (Julien Duvivier)
- 1927 - L'Agonie de Jérusalem (Julien Duvivier)
- 1928 - Le Tourbillon de Paris (Julien Duvivier)
- 1929 - Maman Colibri (Julien Duvivier)
- 1929 - La Divine Croisière (Julien Duvivier)
- 1930 - La Vie miraculeuse de Thérèse Martin (Julien Duvivier)
- 1930 - Au Bonheur des Dames (Julien Duvivier)
- 1931 - David Golder (Julien Duvivier)
- 1931 - Le Bal (Wilhelm Thiele)
- 1931 - Les Cinq Gentlemen maudits (Julien Duvivier)
- 1932 - Poil de carotte (Julien Duvivier)
- 1933 - La Tête d'un homme (Julien Duvivier)
- 1933 - L'Homme à l'Hispano (Jean Epstein)
- 1933 - Le Sexe faible (Robert Siodmak)
- 1933 - Le Petit Roi (Julien Duvivier)
- 1934 - Le Paquebot Tenacity (Julien Duvivier)
- 1934 - La Châtelaine du Liban (Jean Epstein)
- 1935 - Les Yeux noirs (Victor Tourjansky)
- 1935 - L'Équipage (Anatole Litvak)
- 1936 - Avec le sourire (Maurice Tourneur)
- 1936 - La Vie parisienne (Robert Siodmak)
- 1936 - Mayerling (Anatole Litvak)
- 1936 - Les Amants terribles (Marc Allégret)
- 1936 - La Porte du large (Marcel L'Herbier)
- 1937 - La Citadelle du silence (Marcel L'Herbier)
- 1937 - Nuits de feu (Marcel L'Herbier)
- 1937 - Gribouille (Marc Allégret)
- 1938 - Le Patriote (Maurice Tourneur)
- 1938 - Orage (Marc Allégret)
- 1938 - Hôtel du Nord (Marcel Carné)
- 1939 - La Fin du jour (Julien Duvivier)
- 1939 - Fric-Frac (Maurice Lehmann en Claude Autant-Lara)
- 1941 - Volpone (Maurice Tourneur)
- 1941 - L'Assassinat du père Noël (Christian-Jaque)
- 1941 - Péchés de jeunesse (Maurice Tourneur)
- 1941 - Remorques (Jean Grémillon)
- 1942 - La Symphonie fantastique (Christian-Jaque)
- 1942 - L'assassin habite au 21 (Henri-Georges Clouzot)
- 1942 - Simplet (Fernandel)
- 1943 - La Main du diable (Maurice Tourneur)
- 1943 - Au Bonheur des Dames (André Cayatte)
- 1943 - Le Val d'enfer (Maurice Tourneur)
- 1943 - Adrien (Fernandel)
- 1946 - Roger la Honte (André Cayatte)
- 1946 - La Fille du diable (Henri Decoin)
- 1946 - La Symphonie pastorale (Jean Delannoy)
- 1947 - Rendez-vous à Paris (Gilles Grangier)
- 1947 - Le silence est d'or (René Clair)
- 1947 - Quai des Orfèvres (Henri-Georges Clouzot)
- 1948 - Après l'amour (Maurice Tourneur)
- 1948 - Le Dessous des cartes (André Cayatte)
- 1948 - Les Amoureux sont seuls au monde (Henri Decoin)
- 1949 - Manon (Henri-Georges Clouzot)
- 1950 - Miquette et sa mère (Henri-Georges Clouzot)
- 1950 - La Belle que voilà (Jean-Paul Le Chanois)
- 1950 - Maria Chapdelaine (Marc Allégret)
- 1951 - Atoll K (Léo Joannon)
- 1952 - Les Belles de nuit (René Clair)
- 1953 - Le Salaire de la peur (Henri-Georges Clouzot)
- 1953 - Un acte d'amour (Anatole Litvak)
- 1953 - L'Ennemi public numéro un (Henri Verneuil)
- 1954 - Mam'zelle Nitouche (Yves Allégret)
- 1954 - Le Mouton à cinq pattes (Henri Verneuil)
- 1955 - Les Diaboliques (Henri-Georges Clouzot)
- 1955 - Le Printemps, l'automne et l'amour (Gilles Grangier)
- 1956 - Voici le temps des assassins (Julien Duvivier)
- 1956 - Et Dieu... créa la femme (Roger Vadim)
- 1956 - Si tous les gars du monde (Christian-Jaque)
- 1957 - Sait-on jamais... (Roger Vadim)
- 1957 - Trois jours à vivre (Gilles Grangier)
- 1958 - Les Bijoutiers du clair de lune (Roger Vadim)
- 1958 - Sois belle et tais-toi (Marc Allégret)
- 1958 - La Fille de Hambourg (Yves Allégret)
- 1959 - Babette s'en va-t-en guerre (Christian-Jaque)
- 1960 - Les Régates de San Francisco (Claude Autant-Lara)
- 1960 - Moderato cantabile  (Peter Brook)
- 1960 - La Vérité (Henri-Georges Clouzot)
- 1961 - Goodbye Again (Anatole Litvak)
- 1962 - Le Repos du guerrier (Roger Vadim)
- 1963 - Les Bonnes Causes (Christian-Jaque)
- 1963 - Château en Suède (Roger Vadim)
- 1964 - Du grabuge chez les veuves  (Jacques Poitrenaud)
- 1965 - La Fabuleuse Aventure de Marco Polo (Denys de La Patellière)
- 1965 - Piège pour Cendrillon (André Cayatte)
- 1966 - Soleil noir (Denys de La Patellière)
- 1968 - La Bataille de San Sebastian (Henri Verneuil)
- 1969 - Le Cerveau (Gérard Oury)

- Biblioteca Nacional de España: XX1600642
- Bibliothèque nationale de France: cb14044795z (data)
- Catàleg d'autoritats de noms i títols de Catalunya: 981058528556906706
- Gemeinsame Normdatei: 136463568
- International Standard Name Identifier: 0000 0001 2141 4075
- Nationale Bibliotheek van Tsjechië: xx0185606
- Nationale Bibliotheek van Israël: 987011289259805171
- Système universitaire de documentation: 059396857
- Virtual International Authority File: 80802700